# 9965 GNU
A 9965 GNU (ideiglenes jelöléssel 1992 EF2) a Naprendszer kisbolygóövében található aszteroida. A Spacewatch projekt keretében fedezték fel 1992. március 5-én.